# Schweinrich

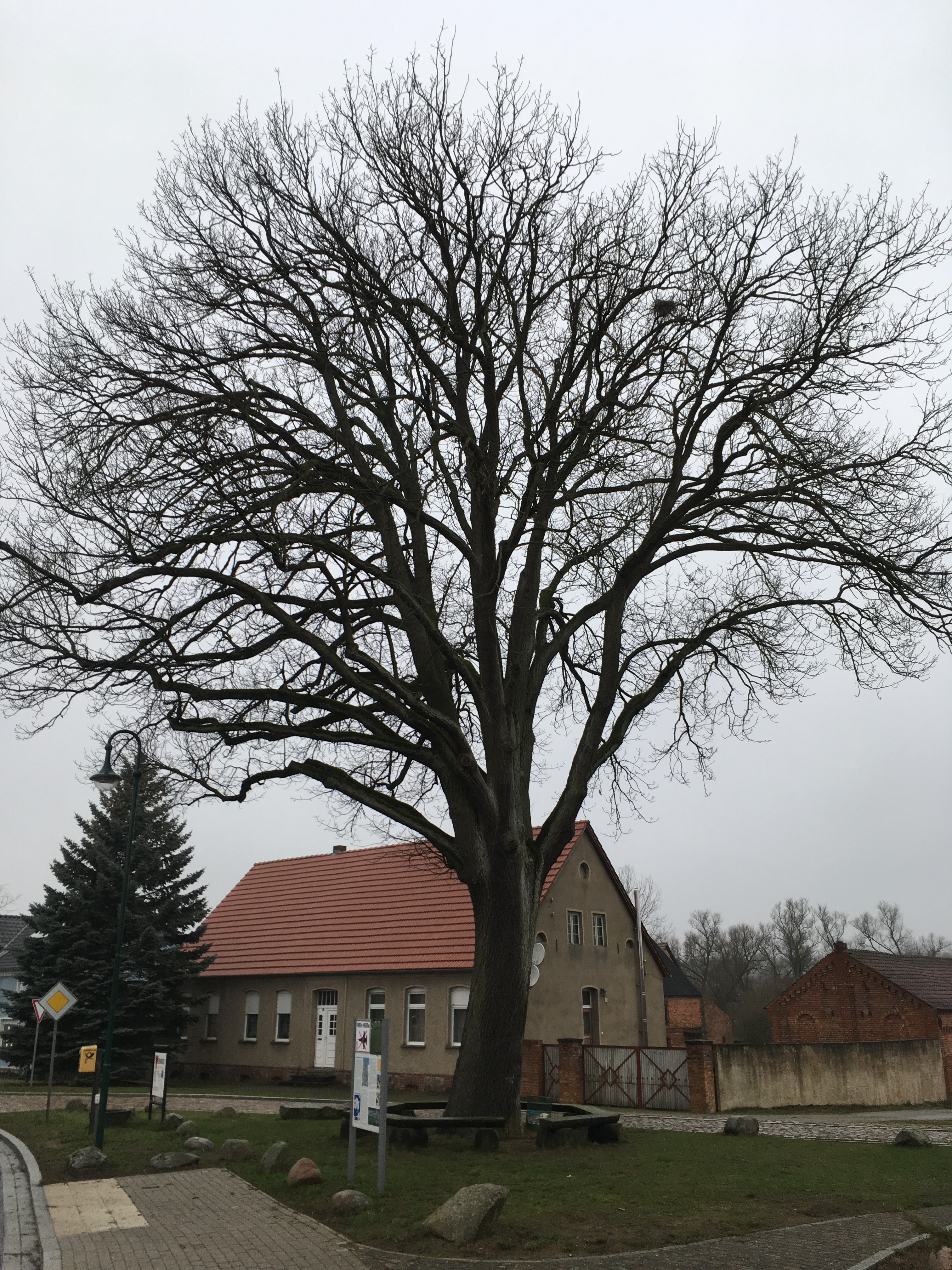
Dorfanger

Schweinrich ist ein Ortsteil der Stadt Wittstock/Dosse im Landkreis Ostprignitz-Ruppin im Nordwesten des Landes Brandenburg.

## Lage
Der Ort, in dem 152 Einwohner auf 19,43 km² leben (Stand: 31. Dezember 2022), liegt östlich des Kernortes Wittstock/Dosse. Nördlich des Ortes erstreckt sich der Dranser See. Östlich liegt die Gemarkung der Stadt Rheinsberg. Es folgen im Uhrzeigersinn die weiteren Ortsteile von Wittstock/Dosse Zootzen, Groß Haßlow und Berlinchen.

## Geschichte
In der zweiten Hälfte des 15. Jahrhunderts entstand im Ort eine Feldsteinkirche.
Nach dem Ende des Zweiten Weltkrieges entstand östlich des Ortes der Truppenübungsplatz Wittstock, der von der GSSD genutzt wurde. Die Bauern des Ortes wurden gezwungen, ihre Felder an die Rote Armee zu verpachten; später wurden sie enteignet. Nach der Wende gründete sich im Ort eine Bürgerinitiative gegen die Weiternutzung der Flächen durch die Bundeswehr. Am 15. August 1992 fand eine erste Demonstration statt, die in den darauffolgenden Jahren jeweils am 1. Januar des Jahres von Schweinrich aus startete. Durch die Proteste wurde erreicht, dass die geplante Nutzung schließlich im Jahr 2009 aufgegeben wurde.
Schweinrich wurde im Jahr 2003 nach Wittstock/Dosse eingemeindet.

## Sehenswürdigkeiten

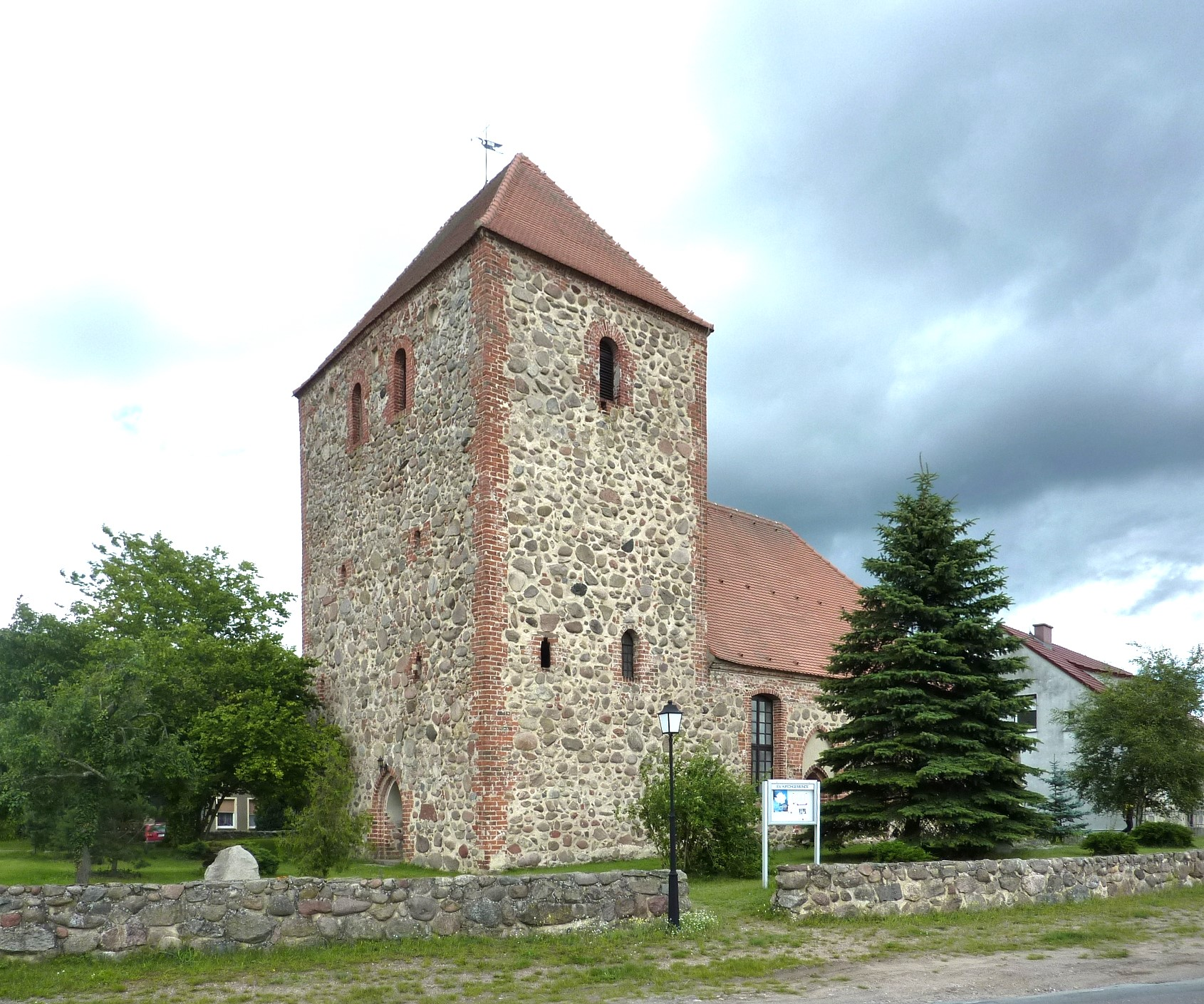
Die Dorfkirche in Schweinrich

Die evangelische Dorfkirche Schweinrich, ein Feldsteinbau mit einem Westturm, stammt aus der zweiten Hälfte des 15. Jahrhunderts. Im Innern steht unter anderem ein
Altarretabel aus dem ersten Viertel des 17. Jahrhunderts.

## Verkehr und Infrastruktur, Tourismus
- Die A 19 verläuft westlich. Sie mündet beim Autobahndreieck Wittstock/Dosse in die nordwestlich und südlich verlaufende A 24.
- Am südwestlichen Ufer des Dranser Sees ist ein Naturcampingplatz.
- Im Ort existiert ein Schullandheim.